# خسروی‌دخت
خسروی‌دُخت (ارمنی: Խոսրովիդուխտ به معنی دختر خسرو) نجیب‌زاده، آهنگساز، نویسنده سرودهای مذهبی و شاعر ارمنی که در سدهٔ هشتم میلادی می‌زیسته است. وی واهان گوغتناتسی بود.